# Erich Mühsam
Erich Mühsam, född 6 april 1878 i Berlin, död 10 juli 1934 i koncentrationslägret KZ Oranienburg i Oranienburg, var en anarkokommunistisk revolutionär och författare verksam i Tyskland.

## Liv och verk
Erich Mühsam publicerade talrika diktsamlingar, teaterpjäser, böcker i sakfrågor (bland annat om homosexualitet) och politiska uppsatser. Känd som författare blev han framför allt för sina satiriska artiklar och dikter. Till hans dryckeskamrater under förkrigstiden hörde författaren Paul Scheerbart. Som aktivist deltog han efter första världskriget tillsammans med bland andra Gustav Landauer och Silvio Gesell i Bayerska rådsrepubliken 1919. Han medarbetade bland annat i tidskriften Die Weltbühne.
Samma natt som riksdagshusbranden i februari 1933 häktades han av nationalsocialister, inte i första hand som en person av judisk börd utan mer som vänsterradikal meningsmotståndare, och överfördes kort därefter till ett nyupprättat koncentrationsläger, där han mördades av vaktmanskapet halvtannat år senare. Allt som fanns tillgängligt av honom på tyska bibliotek, politiska skrifter, skådespel och dikter, hade bränts under de landsomfattande bokbålen våren och sommaren 1933.
Mühsam är upphovsman till ordet "revoluzzer".